# Nina Holmén
Siv Nina Anette Holmén, nata Wärn (29 settembre 1951), è un'ex mezzofondista finlandese.
È la madre del maratoneta Janne Holmén.

## Palmarès

### Europei
- 1 medaglia:
  - 1 oro (Roma 1974 nei 3000 m piani)

### Mondiali di corsa campestre
- 3 medaglie:
  - 2 argenti (Waregem 1973 a squadre; Monza 1974 individuale)
  - 1 bronzo (Monza 1974 individuale)